# Fryderyk II Hohenstauf
Fryderyk II, niem. Friedrich II. (ur. 26 grudnia 1194, zm. 13 grudnia 1250) – król Sycylii od 1198 (jako  Fryderyk I), król Rzymian (Niemiec) od 1212, książę Szwabii od 1212 do 1216 (jako Fryderyk VII), cesarz rzymski od 1220 i król Jerozolimy od 1225 do 1228 (jako Fryderyk I), z dynastii Hohenstaufów.

## Król i cesarz
Urodził się w Jesi, niedaleko Ankony, jako syn Henryka VI i dziedziczki Królestwa Sycylii, Konstancji Sycylijskiej. W 1196 roku dwuletni Fryderyk został wybrany we Frankfurcie nad Menem na następnego króla Niemiec, jednakże śmierć jego ojca (Henryka VI) rok później spowodowała, że władza została rozdzielona pomiędzy Filipem Szwabskim i Ottonem IV. W tej sytuacji, matka Fryderyka, królowa Sycylii, ogłosiła go w 1198 roku królem Sycylii. W jego imieniu Konstancja zadeklarowała również odłączenie królestwa Sycylii od Cesarstwa i zrzeczenie się Fryderyka z pretensji do korony króla Niemiec. Po jej śmierci (1198) opiekę nad Fryderykiem roztoczył papież Innocenty III. Dzięki jego poparciu Fryderyk został koronowany 9 grudnia 1212 roku w Moguncji na króla Niemiec, a 22 listopada 1220 na cesarza.
W przeciwieństwie do swych poprzedników Fryderyk większość czasu spędzał poza terenem Niemiec, głównie w Królestwie Sycylii i we Włoszech.
Na Sycylii zdobył ostatnie twierdze Maurów w górach sycylijskich, a następnie przesiedlił ludność muzułmańską do Apulii, gdzie w roku 1220 zbudowała ona miasto Lucera.
Ponadto wydał dwa zbiory praw porządkujące sposób funkcjonowania monarchii sycylijskiej – rozporządzenia kapuańskie (1220) i Księgę cesarską (1231).

## Rządy autokratyczne
W czasie swoich rządów wprowadził autokratyczny system administracyjny w królestwie Sycylii, zarówno w zakresie administracji kościelnej, jak i świeckiej. Wprowadzenie autokratycznych rządów na całym terenie rozległego cesarstwa nie było jednak możliwe, z tego względu Fryderyk musiał iść na ustępstwa poza obszarem Włoch. Opozycja książąt niemieckich nie pozwalała na umocnienie władzy cesarskiej i królewskiej w Rzeszy. W 1220 nadał Kościołowi w Niemczech kartę swobód Confederatio cum principibus ecclesiasticis. Jej literą cesarz zobowiązywał się do niezakładania nowych miast, zamków i mennic w obrębie dóbr kościelnych, oraz nienakładania nowych ceł na włości Kościoła.
W 1220 r. ogłosił dekrety przeciw heretykom, którzy od 1224 r. zgodnie z wprowadzonym przez niego prawem mogli być karani karą śmierci wykonywaną przez spalenie na stosie, nawet za krytyczne nastawienie do dogmatów kościelnych.
Te ustępstwa wobec Kościoła, wynikały głównie z zabiegów o poparcie biskupów dla elekcji syna cesarza, Henryka, na króla rzymskiego.
Na wschodzie Fryderyk II nadał nieograniczone prawa towarzyszowi z wypraw krzyżowych Hermanowi von Salza, wielkiemu mistrzowi zakonu krzyżackiego, do ziem należących do obszaru Prus (Złota Bulla z Rimini z 1226).

## Krucjata

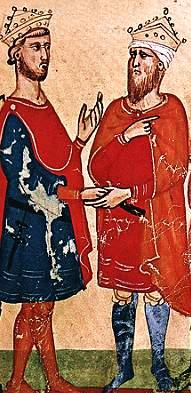
Fryderyk II (z lewej) spotyka Al-Kamila

W podziękowaniu za koronację Fryderyk zobowiązał się zorganizować krucjatę. W ramach przygotowań poślubił w 1225 Jolantę Jerozolimską, następczynię tronu Królestwa Jerozolimy (jego pierwsza żona – Konstancja Aragońska zmarła 3 lata wcześniej). Zaczął ociągać się z wyruszeniem na krucjatę, próbując przejąć kontrolę nad Królestwem Jerozolimy z rąk swego nowego teścia – Jana z Brienne. Gdy w 1227 Fryderyk nadal zwlekał z wyruszeniem na krucjatę, został ekskomunikowany przez papieża Grzegorza IX. W czerwcu 1228 mimo ciążącej na nim klątwy wyruszył na krucjatę. Fryderyk podjął negocjacje z sułtanem egipskim Al-Kamilem, władcą z kurdyjskiej dynastii Ajjubidów, w celu odzyskania i dołączenia Jerozolimy, Nazaretu i Betlejem do Królestwa Jerozolimy. Udane negocjacje doprowadziły do koronacji Fryderyka w Jerozolimie 18 marca 1229. Ze względu na ekskomunikę w koronacji asystował Fryderykowi jedynie jego przyjaciel, wielki mistrz zakonu krzyżackiego Hermann von Salza. Po koronacji Fryderyk wrócił do Europy.
Zajęcie Jerozolimy przyniosło Fryderykowi sławę i poważanie w Europie, skłoniło też papieża Grzegorza IX do zdjęcia ekskomuniki w 1231 (wydarzenie to znane jest jako pokój w San Germano).

## Bunt przeciw Fryderykowi
W 1231 syn Fryderyka, Henryk (VII), którego na życzenie ojca w 1220 Sejm Rzeszy ogłosił królem Niemiec, podniósł bunt przeciwko cesarzowi i związał się z Ligą Lombardzką. Choć Henryk szybko ukorzył się przed ojcem, nie uchroniło go to jednak przed detronizacją oraz więzieniem. Fryderyk pokonał także Ligę w bitwie pod Cortenuova (1237), po czym przeszedł triumfalnie ulicami Cremony na czele pochodu słoni. Wcześniej jednak, aby odzyskać kontrolę w Niemczech, musiał na żądanie książąt wydać edykt zwany Statuum in favorem principium (1232). Stanowił on, że cesarz traci tradycyjne prerogatywy królewskie (regalia, regale), zrzeka się podatków i świadczeń od wolnych chłopów, a książęta uzyskują potwierdzenie władzy w swoich księstwach i przejmują z rąk cesarza kompetencje sądownicze, a więc i prawodawcze. Odtąd wydawanie ustaw przez cesarzy było zależne od zgody zjazdu książąt i stanów Rzeszy, czyli Sejmu Cesarstwa. Statuum z 1232 było jedną z podstaw słabości władzy centralnej w Niemczech w następnych stuleciach.

## Dalsze życie
W 1235 Fryderyk zawarł sojusz z królem Anglii – Henrykiem III, Fryderyk ożenił się z jego siostrą, Izabelą Plantagenet.
W 1238 Fryderyk II nadał jednemu ze swoich nieślubnych synów Enzio (Henrykowi), Królestwo Sardynii - mimo że stanowiło ono lenno papieża. W 1239 Grzegorz IX ponownie obłożył Fryderyka II klątwą i ogłosił go Antychrystem. W 1240 wojska cesarskie zdobyły Rawennę, a cesarz rozpoczął budowę Castel del Monte. W 1241 cesarz odniósł zwycięstwo nad flotą papieską u wybrzeży Genui. W tym samym roku umarł Grzegorz IX i pod naciskiem cesarza kardynałowie wybrali Goffredo Castiglione, który został papieżem jako Celestyn IV. Wkrótce umarł i jego następcą został Innocenty IV (Sinibaldo Fieschi).

## Porozumienie z Kościołem

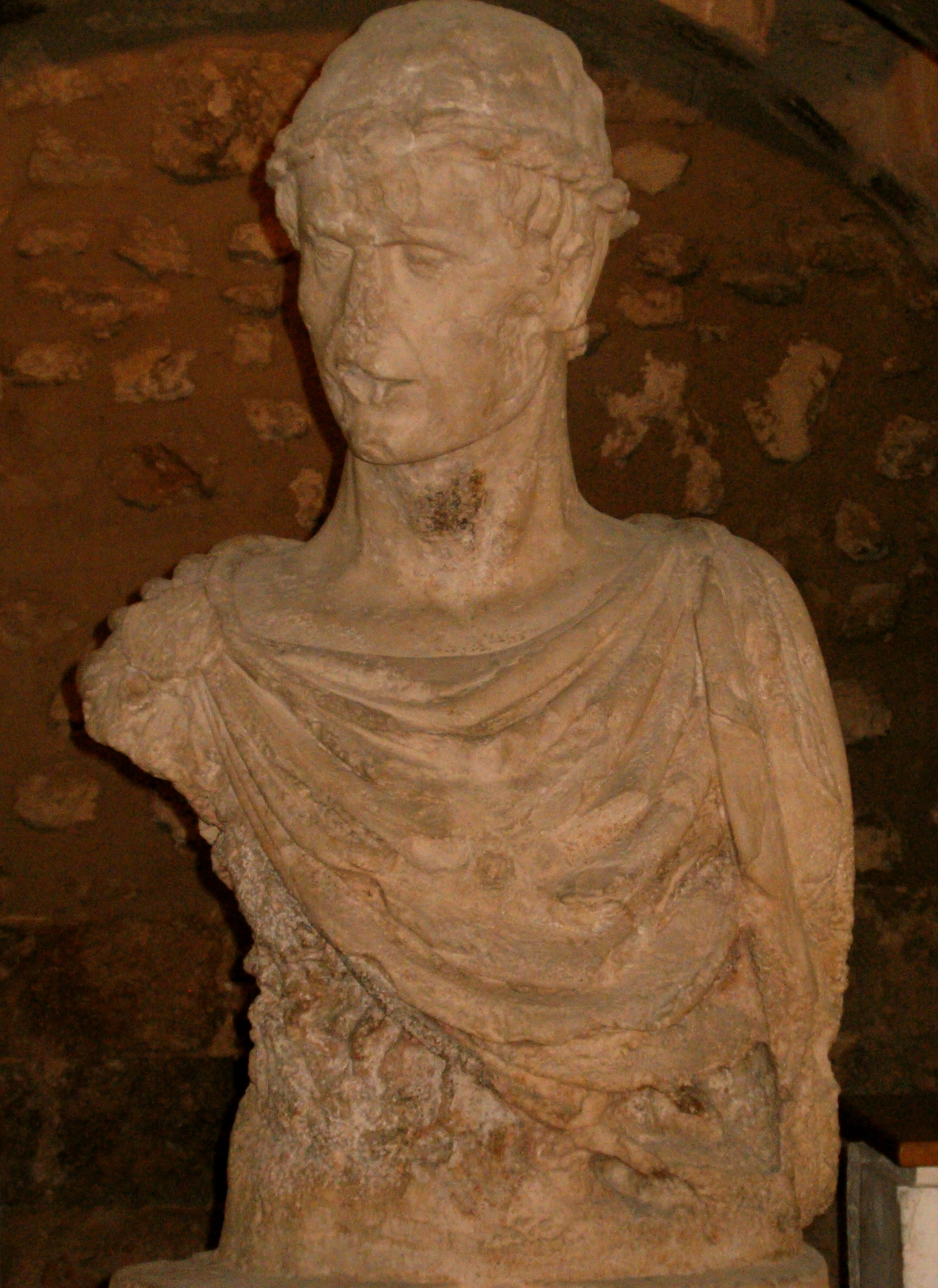
Fryderyk II

W 1244 doszło do porozumienia i Innocenty IV cofnął ekskomunikę nałożoną na Fryderyka II. Cesarz postanowił powrócić do Palestyny, gdzie Turcy zdobyli Jerozolimę. Po drodze napadł na nieposłuszne miasto Viterbo. Reagując na to, w 1245 papież zwołał Sobór Lyoński I i ogłosił detronizację Fryderyka II. Rok później w Niemczech wybrany został papieski antykról – Henryk Raspe. W 1250 chory cesarz Fryderyk II umarł, w 1254 jego los podzielił syn, król Niemiec Konrad IV.
W ostatnich latach życia wiele czasu spędził w klasztorze cystersów w Castel Fiorentino koło Lucery. W tym czasie pisał traktat o sokolnictwie (1246) i wprowadził koncepcję zera do europejskiej arytmetyki.

## Śmierć
Zmarł 13 grudnia 1250 roku po nagłym ataku choroby jelit w Castel Fiorentino. Jego szczątki spoczywają w sarkofagu w katedrze w Palermo na Sycylii, obok sarkofagów jego rodziców (Henryka VI i Konstancji) i dziadka (Roger II).

## Mecenas nauki
Fryderyk położył wielkie zasługi dla rozwoju średniowiecznej nauki. Był jednym z najlepiej wykształconych ludzi epoki. W czasie krucjaty zetknął się z wiedzą świata arabskiego, m.in. zlecił tłumaczenie dzieł Arystotelesa.
Szczególną pasją Fryderyka było sokolnictwo. Około 30 lat tworzył De arte venandi cum avibus – traktat o sokolnictwie, początkowo na podstawie tłumaczenia dzieła arabskiego autora Moamyna. Jest to także monumentalne dzieło ornitologiczne, zawierające opis i ilustracje ponad 900 gatunków ptaków.
Cesarz interesował się różnymi naukami, w tym astrologią i astronomią, utrzymywał kontakt z licznymi naukowcami ze wszelkich dziedzin wiedzy.
Według twierdzeń włoskiego kronikarza Salimbenego, Fryderyk II miał nakazać przeprowadzenie tak zwanego eksperymentu deprywacyjnego, by dowiedzieć się, jakim językiem posługiwali się Adam i Ewa. Grupę dzieci miano wychowywać od niemowlęctwa w całkowitej izolacji od języka, opiekunkom dzieci nie wolno było do nich mówić, ani się w ich towarzystwie odzywać. Eksperyment ten miał doprowadzić do sytuacji, w której dzieci zaczęłyby mówić językiem pierwszych ludzi. Fryderyk rzekomo chciał się dowiedzieć, czy będzie to hebrajski, łacina, greka czy arabski, a może język rodziców dzieci (z którymi jednak według kronikarza nie miały żadnego kontaktu). Zgodnie z relacją Salimbenego eksperyment miał zakończyć się śmiercią dzieci. Historycy wysuwają jednak wątpliwości co do autentyczności twierdzeń kronikarza. Poza jego relacją nie ma innych źródeł potwierdzających przeprowadzenie eksperymentu deprywacyjnego przez Fryderyka II, a ponadto Salimbene był przeciwnikiem politycznym cesarza.
Fryderyk II był także założycielem uniwersytetu w Neapolu noszącego obecnie jego imię.

## Małżeństwa i potomstwo
Z pierwszą żoną – Konstancją Aragońską – miał jednego syna:
- Henryka VII.

Z drugą żoną – Jolantą Jerozolimską – miał dwoje dzieci:
- nienazwaną córkę (Małgorzatę?), zmarłą w dzieciństwie,
- Konrada IV.

Z trzecią żoną – Izabelą Angielską – miał
- Małgorzatę, landgrafinę turyńską i margrabinę miśnieńską,
- Henryka Niemieckiego,
- Fryderyka Niemieckiego (możliwe, że syn ten urodził się martwy, gdy sama Izabela zmarła podczas połogu; możliwe też, że wcale nie istniał),
- Karola Ottona (Jordana?) Niemieckiego,
- Agnieszkę Niemiecką (możliwe, że wcale nie istniała).

W związku nieformalnym (być może z kolejną żoną) z Biancą Lancią miał troje dzieci:
- Manfreda, króla sycylijskiego,
- Konstancję (Anna) Sycylijską, żonę Jana III Dukasa Watatzesa,
- Wiolantę Sycylijską, żonę Riccardo di Caserta.

W związku nieformalnym z Aldelheid Enzio (Adelajdą Henryką) miał syna:
- Enzio (Henryka) Sardyńskiego.

W związku nieformalnym z Richiną miał córkę:
- Małgorzatę Szwabską.

Z Matyldą z Antiochii miał syna:
- Fryderyka z Antiochii.

Z nieznanymi kobietami miał inne dzieci:
- Selvaggia,
- Konrada z Antiochii,
- Ryszarda z Theate,
- Katarzynę z Marano,
- Blanchefleur,
- Gerharda,
- Fryderyka z Pettorany.